# Cypraea pantherina
Cypraea pantherina (nomeada, em inglês, panther cowrie ou panther cowry; sendo a única extante de seu gênero, junto com Cypraea tigris, e tendo feito parte do obsoleto gênero Pantherinaria Sacco, 1894 como sua espécie-tipo) é uma espécie de molusco gastrópode marinho pertencente à família Cypraeidae da ordem Littorinimorpha. Foi classificada por John Lightfoot, em 1786, no texto "A Catalogue of the Portland Museum, lately the property of the Dutchess Dowager of Portland, deceased; which will be sold by auction by Mr. Skinner & Co."; sendo nativa do oceano Índico ocidental, do mar Vermelho ao golfo de Adem, até a Tanzânia; após o século XIX alcançando o mar Mediterrâneo, através do canal de Suez.

## Descrição da concha e hábitos
Concha oval e de coloração branca ou cinzento azulada, com manchas que podem ir da cor do caramelo, mais ou menos pálidas, até o castanho intenso, quase negro. Superfície lisa, brilhantemente polida e sem espiral aparente, quando desenvolvida, com sua base plana ou ligeiramente côncava; com dentes visíveis através da abertura. Chegam de 6.5 ou 8 a até 11.8 centímetros, em suas maiores dimensões. Esta concha varia muito em tamanho e coloração, de quase branca a vermelho-enegrecido, mas invariavelmente tem pintas ou manchas em sua superfície.
Difere de Cypraea tigris por ter concha menor e mais estreita, com extremos suavemente pontiagudos e manchas menores, regulares.

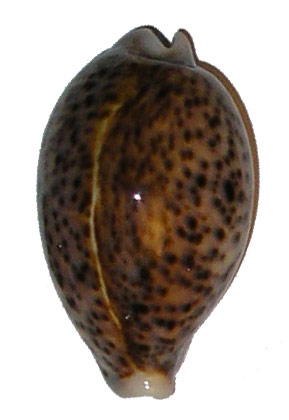
Concha de C. pantherina, vista superior.

É encontrada em águas rasas ou profundas da zona nerítica, de 3 até uma profundidade de 40 metros, na zona de recifes de coral. Seu alimento são pólipos de coral e outros invertebrados, algas marinhas e carniça.

## Subespécies e distribuição geográfica
Em Cypraea pantherina, duas subespécies são reconhecidas: Cypraea pantherina pantherina [Lightfoot], 1786 e Cypraea pantherina rasnasraniensis Heiman & Mienis, 2001.
Esta espécie ocorre no oceano Índico ocidental, do mar Vermelho ao golfo de Adem, incluindo as ilhas Dalaque, até a Tanzânia. Após o século XIX ela alcançou o mar Mediterrâneo, através do canal de Suez, com espécimes achados em Malta e na ilha italiana de Lampedusa.